# Idolator
Idolator é um blog musical, criado pela Gawker Media em agosto de 2006. Foi vendido logo após para a Buzz Media. Os escritores atuais do blog são Becky Bain e Robbie Daw.